# Helikopterplatta (frisyr)

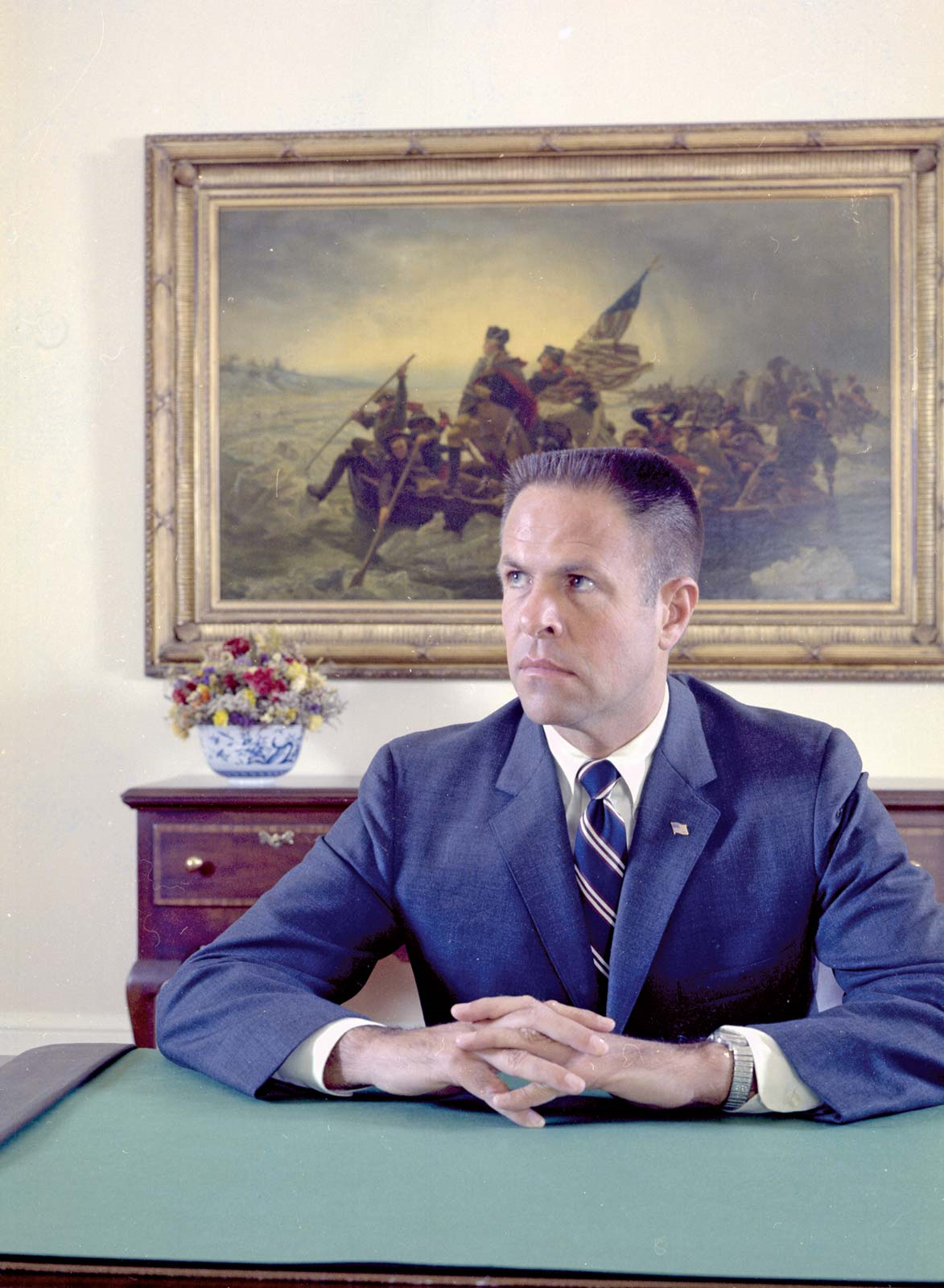
H.R. Haldeman med frisyren helikopterplatta.

Helikopterplatta är en typ av frisyr som främst utmärker sig på så sätt att håret är kortklippt och bildar en plan yta på ovansidan. Huvudets sidor kan vara rakade. Frisyren bärs främst av män. Helikopterplatta kan även vara ett uttryck för skallighet ovanpå huvudet.

## Kända personer med frisyren helikopterplatta
- H.R. Haldeman – amerikansk politiker
- Kim Jong-un – nordkoreansk politisk ledare
- J. Jonah Jameson – fiktiv figur i serierna om Spindelmannen
- Will Smith – amerikansk skådespelare och sångare
- Drew Carey – amerikansk komiker
- Simon Cowell – engelsk jurymedlem i American Idol
- Duke Nukem – datorspelsfigur
- Eero Kolehmainen – före detta finsk juniormästare i längdåkning
- Jorgen Von Strypgrepp – fiktiv figur i tecknade TV-serien Fairly Odd Parents
- Goran Pandev – fotbollsspelare i SSC Napoli
- Martin Dahlin - svensk fotbollsspelare